# 9925 Juliehoskin
9925 Juliehoskin este o planetă minoră (asteroid), cu un diametru de 4,865 km, din centura de asteroizi. A fost descoperită pe 2 martie 1981 la Observatorul Siding Spring de Schelte J. Bus. 
Obiectul prezintă o orbită caracterizată de o semiaxă mare de 2,8049919 UAi, o excentricitate de 0,1, o înclinație de 3,22441 ° în raport cu ecliptica.